# Come rubai mia moglie
Come rubai mia moglie (The Girl Said No) è un film del 1930 diretto da Sam Wood. È una commedia romantica che ha come protagonisti William Haines e Leila Hyams. La pellicola ebbe un discreto successo al botteghino, aiutando a lanciare sulla ribalta l'astro di Haines.
La locandina del film è stata disegnata dal celebre illustratore John Held Jr., collaboratore di numerose riviste degli anni venti.

## Trama
Tom Ward, giovane sfaccendato, è di ritorno dal college e cerca lavoro: sfacciato, lavativo e donnaiolo, lo trova alla fine in una società, la "Sutton & Co.", dov'è segretaria la giovane e bella Mary Howe. La ragazza resiste all'asfissiante corte del giovane Ward che tuttavia non intende arrendersi. Dopo la morte del padre, il giovane si ravvede e, per dare una mano in famiglia, diventa un onesto lavoratore. Il suo nuovo atteggiamento, dopo una lunga ed assidua corte, convince alla fine anche l'onesta Mary. Tom, per convincerla meglio, dovrà addirittura rapirla, portandola via a un rivale, McAndrews, che sta per sposare la ragazza.

## Produzione
Il film fu prodotto dalla Sam Wood Production per la Metro-Goldwyn-Mayer (MGM). Venne girato negli studi della MGM al 10202 di W. Washington Blvd., a Culver City, in California

## Distribuzione
Distribuito dalla Metro-Goldwyn-Mayer (MGM), uscì nelle sale cinematografiche statunitensi il 15 marzo 1930.